# Jan Očko z Vlašimi
Jan Očko z Vlašimi (en allemand : Johann Otschko von Wlaschim), date de naissance inconnue, décédé le 14 janvier 1380, fut évêque d'Olomouc puis archevêque de Prague, conseiller de l'empereur Charles IV et cardinal. 

## Origine et carrière
Jan Očko z Vlašimi était issu d'une vieille famille noble du royaume de Bohême, les Vlašimi (c'est-à-dire « de Vlašim »). Son père était Jean de Kamenice et de Seč. Paul, son frère, avait pris le nom de « de Jenštejn » d'après le château de Jenštejn qu'il avait acquis. Jan z Jenštejna, le fils de ce dernier, fut archevêque de Prague. Comme Jan z Vlašimi avait perdu la vue de l'œil gauche à la suite d'une intervention chirurgicale, on lui donna le surnom de « Očko » (petit œil). 
Jan était notaire et chapelain à la cour de Jean de Luxembourg. Après que son fils Charles fut devenu roi de Bohême, il nomma Jan son secrétaire. En 1340 Jan devint prévôt à la chapelle de la Toussaint, au château de Prague, et en 1342 chanoine de Prague. Il possédait de plus d'autres prébendes en tant que chanoine de Mělník et de Wroclaw. 

## Évêque d'Olomouc
Après la mort de l'évêque d'Olomouc Jan Volek, le pape Clément VI lui accorda la succession le 17 novembre 1351 sur la présentation de son protecteur, devenu alors l'empereur Charles IV. La consécration épiscopale lui fut donnée par l'archevêque Ernest de Pardubice dans la cathédrale Saint-Guy de Prague. 
Sur le modèle de Prague, Jan promulgua en 1352 des statuts pour le chapitre d'Olomouc. En outre, il resta comme évêque confident et conseiller de l'empereur, qu'il accompagna en Suisse en 1353. En 1354 il célébra la messe de funérailles de l'archevêque de Trèves Baudouin de Luxembourg, un oncle de l'empereur. En 1355 il accompagna Charles à Rome.

## Archevêque de Prague

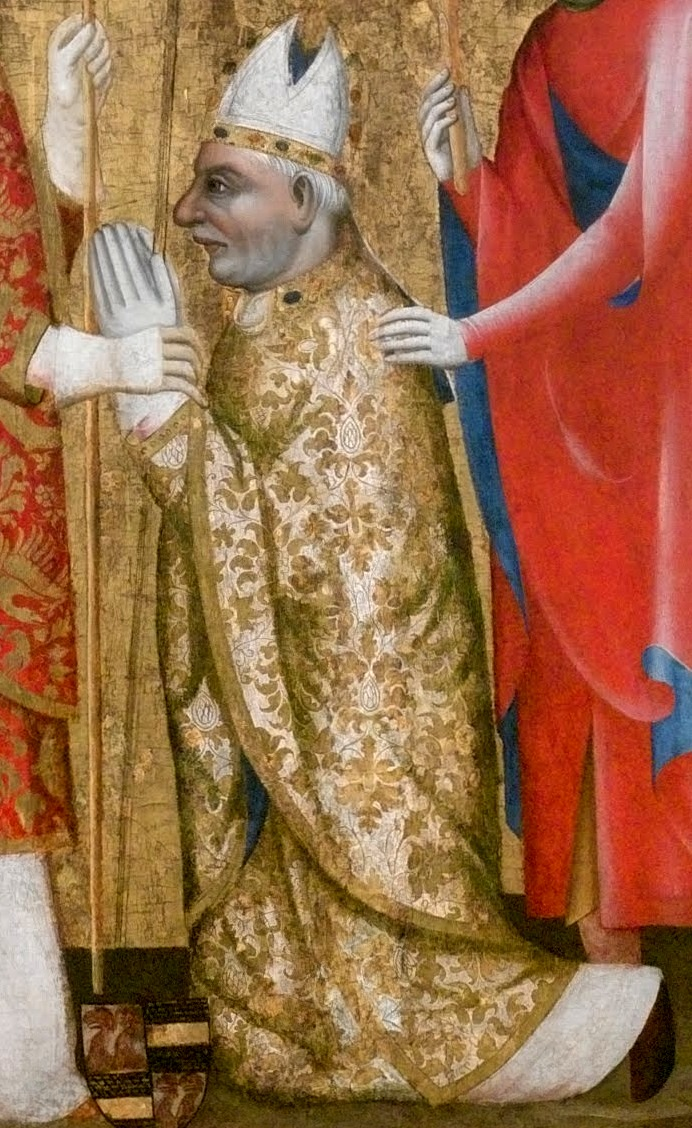
Jan Očko z Vlašimi (vers 1370)

À la demande de l'empereur Charles, le chapitre de Prague choisit le 12 juillet 1364 Jan Očko z Vlašimi comme successeur de l’archevêque Ernest de Pardubice. La translation de siège fut accordée par le pape Urbain V le 23 août de la même année. À la fin de l'année Jan reçut le pallium des mains de l'évêque de Spire Lambert de Brunn. En 1365 il accompagna l'empereur à la Curie en Avignon, où le pape le nomma, le 28 mai 1365, légat pontifical pour les diocèses de Prague, Olomouc, Litomyšl, Meissen, Bamberg et Ratisbonne. Cet honneur devait aussi s'appliquer au successeur de Jan. 
Tout en étant archevêque, Jan travaillait comme conseiller, diplomate et proche collaborateur de l'empereur. Pendant le séjour de ce dernier en Italie, en 1368,  Jan administra la Basse-Lusace comme gouverneur en tant que tuteur de Venceslas IV. En 1370 il couronna reine de Bohême Jeanne de Bavière, l’épouse de Venceslas. 
Comme son prédécesseur, Jan Očko z Vlašimi essaya de relever le niveau de la vie religieuse et cléricale dans son diocèse. Dans ce but, il organisa plusieurs synodes diocésains. En 1371, il fonda sur le Hradčany un hôpital pour les clercs pauvres. Durant son épiscopat, il mit en œuvre un certain nombre de projets de construction, y compris à la cathédrale, au palais épiscopal de Mala Strana à Prague et au palais épiscopal de Raudnitz. Il montra un grand intérêt pour les prédicateurs Konrád Waldhauser et Jan Milíč z Kroměříže, qui soutenaient des idées réformatrices. 
Le 17 septembre 1378 Jan renonça à ses fonctions pour raison d'âge. Le lendemain le pape Urbain VI le fit cardinal-prêtre de la basilique des Douze Apôtres. Le 15 décembre de la même année il eut l’honneur de célébrer la messe de funérailles de l'empereur Charles IV.